# Василенко Ніна Костянтинівна
Ніна Костянтинівна Василенко  (* 6 грудня 1906 — † 26 квітня 1999) — радянська і українська аніматорка, режисерка і сценаристка. Працювала в жанрі мальованої анімації, разом з Іполитом Лазарчуком та Іриною Гурвич стояла біля витоків української анімації на «Київнаукфільмі».

## Біографія
Народилась 6 грудня 1906 р.
- Навчалася у Вищих художньо-технічних майстерях (ВХУТЕМАС) в майстерні Володимира Фаворського[1]/
- 1928–1931 Навчалась у Московському поліграфічному інституті/
- Після навчання працювала художницею-аніматоркою[2] на Київській студії художніх фільмів.
- 1960–1975 Режисерка на «Київнаукфільмі».

## Фільмографія
Режисер-аніматор:
| - Веснянка (1961) - Пушок і Дружок (1962) - Веселий художник (1963, також художниця) - Непосида, М'якуш і Нетак (1963) - Водопровід на город (1964) - Микита Кожум'яка (1965) - Маруся Богуславка (1966, також сценаристка) | - Тяв і Гав (1967) - Музичні малюнки (1968) - Пригоди козака Енея (1969) - Некмітливий горобець (1970) - Сказання про Ігорів похід (1972) - Чому в ялинки колючі хвоїнки (1973) - Хлопчик з вуздечкою (1974, також сценаристка) |

## Відзнаки
- «Микита Кожум'яка» — ВКФ, 1966 — Диплом журі
- «Сказання про Ігорів похід» здобув спеціальний приз і диплом 5-го Міжнародного кінофестивалю документальних і короткометражних фільмів (Ньйон, Швейцарія)